# Lino Spiteri
Lino Carmel Paul Spiteri (* 21. September 1938 in Qormi; † 14. November 2014) war ein maltesischer Journalist, Bankmanager und Politiker der Partit Laburista (PL), der zwischen 1962 und 1966 sowie von 1981 bis 1998 Mitglied des Repräsentantenhauses sowie mehrmals Minister war.

## Leben
Spiteri absolvierte nach dem Besuch des Lyzeums und des Plater College ein Studium der Sozialwissenschaften, das er mit einem Diplom abschloss. Ein weiteres Studium der Politik- und Wirtschaftswissenschaften am St Peter’s College der University of Oxford, das er mit einem Bachelor of Arts (B.A.) abschloss. Bereits als Student wurde er 1957 Mitglied des Nationalen Exekutivkomitees der Partit Laburista. Nach Abschluss des Studiums war er als Forschungswissenschaftler der Handelskammer tätig.
Bei den Wahlen 17. und 19. Februar 1962 wurde Spiteri für die PL erstmals zum Mitglied des Repräsentantenhauses gewählt und vertrat in diesem zunächst bis zum 28. März 1966 den Wahlkreis 5. Zugleich war er zwischen 1964 und 1966 stellvertretender Chefredakteur der Zeitung It-Torca  sowie Leiter der Veröffentlichungsabteilung des Verlages Union Press. Daraufhin war er erneut als Forschungswissenschaftler der Handelskammer sowie als Mitarbeiter der Zentralbank (Bank Ċentrali ta’ Malta) tätig. Am 26. Januar 1974 wurde Spiteri stellvertretender Gouverneur der Zentralbank und übte dieses Amt bis zum 22. November 1981 aus.
Bei den Wahlen vom 12. Dezember 1981 wurde Spiteri wiederum zum Mitglied des Repräsentantenhauses gewählt, dem er nunmehr bis zum 5. September 1998 angehörte. Am 20. Dezember 1981 wurde er von Premierminister Dom Mintoff als Finanzminister (Ministru tal-Finanzi) in dessen viertes Kabinett berufen und bekleidete dieses Amt bis zum 3. September 1983. Im darauf folgenden fünften Kabinett Mintoff übernahm er am 3. September 1983 das Amt des Ministers für Minister für Handel und Wirtschaftsplanung (Ministru tal-Kummerc u Ppjanar Ekonomiku) und übte diese Funktion auch im darauf folgenden Kabinett Mifsud Bonniċi bis zum 12. Mai 1987 aus.
Premierminister Alfred Sant ernannte ihn am 28. Oktober 1996 erneut zum Finanzminister in dessen Kabinett. Allerdings trat Spiteri bereits sechs Monate später am 26. März 1997 wegen Meinungsverschiedenheiten über die Steuerpolitik der Regierung zurück.
Neben seiner beruflichen und politischen Laufbahn verfasste Spiteri auch Kurzgeschichten wie Anatomija - short stories und Il-Halliel u stejjer ohra und wurde hierfür 2005 mit Nationalen Buchpreis (Premju Nazzjonali tal-Ktieb) ausgezeichnet. Für seine langjährigen Verdienste wurde er am 13. Dezember 2008 zudem Companion des National Order of Merit. Nach seinem Tode wurde er auf dem Cimiterju tal-Addolorata beigesetzt.

## Veröffentlichungen
- Honourable people, 2001
- Meta jdellel il-qamar u stejjer ohra Meta jdellel il-qamar u stejjer ohra, 2005
- H̄ala taż-Żgh̄ożija u stejjer oh̄ra, 2006
- Island faces, 2011